# Saulxures-sur-Moselotte
Saulxures-sur-Moselotte és un municipi francès, situat al departament dels Vosges i a la regió del Gran Est. L'any 2007 tenia 2.830 habitants.

## Demografia

### Població
El 2007 la població de fet de Saulxures-sur-Moselotte era de 2.830 persones. Hi havia 1.178 famílies, de les quals 352 eren unipersonals (129 homes vivint sols i 223 dones vivint soles), 421 parelles sense fills, 324 parelles amb fills i 81 famílies monoparentals amb fills.
La població ha evolucionat segons el següent gràfic:
Habitants censats

### Habitatges
El 2007 hi havia 1.566 habitatges, 1.200 eren l'habitatge principal de la família, 244 eren segones residències i 122 estaven desocupats. 1.032 eren cases i 526 eren apartaments. Dels 1.200 habitatges principals, 781 estaven ocupats pels seus propietaris, 377 estaven llogats i ocupats pels llogaters i 41 estaven cedits a títol gratuït; 14 tenien una cambra, 71 en tenien dues, 237 en tenien tres, 312 en tenien quatre i 567 en tenien cinc o més. 866 habitatges disposaven pel capbaix d'una plaça de pàrquing. A 613 habitatges hi havia un automòbil i a 392 n'hi havia dos o més.

### Piràmide de població
La piràmide de població per edats i sexe el 2009 era:
| Homes | Edats   | Dones |
| ----- | ------- | ----- |
| 8     | 95 o +  | 12    |
| 8     | 90 a 94 | 40    |
| 12    | 85 a 89 | 64    |
| 12    | 80 a 84 | 28    |
| 48    | 75 a 79 | 112   |
| 84    | 70 a 74 | 80    |
| 88    | 65 a 69 | 100   |
| 128   | 60 a 64 | 116   |
| 56    | 55 a 59 | 88    |
| 104   | 50 a 54 | 112   |
| 88    | 45 a 49 | 84    |
| 92    | 40 a 44 | 92    |
| 120   | 35 a 39 | 124   |
| 84    | 30 a 34 | 104   |
| 84    | 25 a 29 | 52    |
| 88    | 20 a 24 | 44    |
| 112   | 15 a 19 | 124   |
| 96    | 10 a 14 | 116   |
| 56    | 5 a 9   | 104   |
| 44    | 0 a 4   | 56    |

## Economia
El 2007 la població en edat de treballar era de 1.655 persones, 1.179 eren actives i 476 eren inactives. De les 1.179 persones actives 1.052 estaven ocupades (576 homes i 476 dones) i 127 estaven aturades (60 homes i 67 dones). De les 476 persones inactives 212 estaven jubilades, 139 estaven estudiant i 125 estaven classificades com a «altres inactius».

### Ingressos
El 2009 a Saulxures-sur-Moselotte hi havia 1.199 unitats fiscals que integraven 2.764,5 persones, la mediana anual d'ingressos fiscals per persona era de 16.008 €.

### Activitats econòmiques
Dels 135 establiments que hi havia el 2007, 5 eren d'empreses extractives, 4 d'empreses alimentàries, 14 d'empreses de fabricació d'altres productes industrials, 19 d'empreses de construcció, 29 d'empreses de comerç i reparació d'automòbils, 5 d'empreses de transport, 10 d'empreses d'hostatgeria i restauració, 1 d'una empresa d'informació i comunicació, 5 d'empreses financeres, 5 d'empreses immobiliàries, 8 d'empreses de serveis, 17 d'entitats de l'administració pública i 13 d'empreses classificades com a «altres activitats de serveis».
Dels 34 establiments de servei als particulars que hi havia el 2009, 1 era una gendarmeria, 1 oficina de correu, 1 una oficina bancària, 2 funeràries, 6 tallers de reparació d'automòbils i de material agrícola, 1 autoescola, 1 paleta, 2 guixaires pintors, 4 fusteries, 3 lampisteries, 2 electricistes, 5 perruqueries, 4 restaurants i 1 saló de bellesa.
Dels 12 establiments comercials que hi havia el 2009, 1 era una botiga de més de 120 m², 4 fleques, 1 una fleca, 2 llibreries, 2 botigues de roba, 1 una botiga d'equipament de la llar i 1 una sabateria.
L'any 2000 a Saulxures-sur-Moselotte hi havia 35 explotacions agrícoles que ocupaven un total de 342 hectàrees.

## Equipaments sanitaris i escolars
El 2009 hi havia 1 farmàcia i 1 ambulància.
El 2009 hi havia 1 escola maternal i 1 escola elemental. A Saulxures-sur-Moselotte hi havia 1 col·legi d'educació secundària i 1 liceu tecnològic. Als col·legis d'educació secundària hi havia 106 alumnes i als liceus tecnològics 149.

## Agermanament
- Hamoir (Bèlgica)

## Poblacions properes
El següent diagrama mostra les poblacions més properes.